# Bojan Stupica
Bojan Stupica, en serbe cyrillique Бојан Ступица (né le 1er août 1910 à Laibach - mort le 22 mai 1970 à Belgrade), est un dramaturge, un metteur en scène et un architecte yougoslave. Il a beaucoup travaillé à Belgrade, alors capitale de la Yougoslavie.

## Biographie
Après des études d'architecture à Ljubljana, Bojan Stupica voyagea à travers l'Europe, se consacrant très tôt au théâtre. Entre 1934 et 1940, il partage son temps entre Maribor, Ljubljana et Belgrade, mettant en scène 28 spectacles. L'un d'entre eux, le Molière, d'après Mikhaïl Boulgakov fut interdit par la censure.
En 1946, Bojan Stupica effectua un voyage à Moscou et à Leningrad, où il se familiarisa avec le théâtre soviétique. En 1947, de retour en République populaire de Serbie, il fonde le Théâtre dramatique yougoslave de Belgrade ; la première représentation eut lieu le 3 avril 1948, avec une production de Kralj Betajnove, le « Roi de Betanjova », d'Ivan Cankar, pièce dont il assure la mise en scène.
En 1961, après un passage au Théâtre national de Belgrade, Bojan Stupica prend la direction de l'Atelier 212. En tant qu'architecte, il a dessiné les plans de la nouvelle salle située Ulica Svetogorska (à l'époque rue Ivo Lola Ribar). Il fait de la salle un lieu culte de la scène théâtrale belgradoise et lui donne une audience internationale.
Bojan Stupica a été l'époux de l'actrice serbe Mira Stupica, la créatrice du prix Žanka Stokić.

Photos de représentations
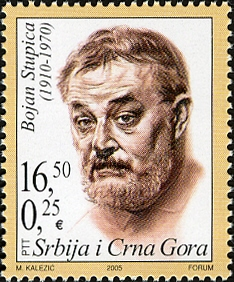
Timbre serbe à l'effigie de Bojan Stupica
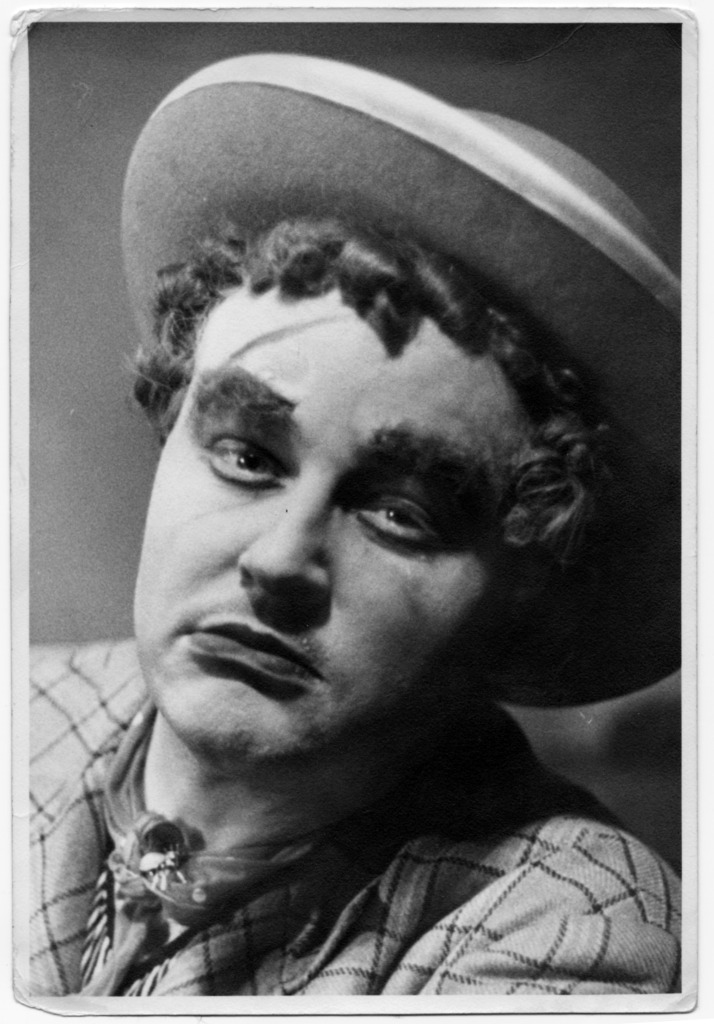
Bojan Stupica en 1937 dans L'Opéra de quat'sous de Bertolt Brecht au Théâtre royal de Ljubljana, aujourd'hui SNG Drama Ljubljana